# Хронологија ФНРЈ и КПЈ април 1947.
Хронолошки преглед важнијих догађаја везаних за друштвено-политичка дешавања у Федеративној Народној Републици Југославији (ФНРЈ) и деловање Комунистичке партије Југославије (КПЈ), као и општа политичка, друштвена, спортска и културна дешавања која су се догодила у току априла месеца 1947. године.
| ← март · Хронологија ФНРЈ и КПЈ током 1947. године · мај → |

### 1. април
- Отпочела Омладинска радна акција на изградњи пруге „Шамац-Сарајево“, дугој 242 километра, која је представљала највећи планирани објекат у првој години Петогодишњег плана. У изградњи пруге учествовало је 211.381 бригадира из Југославије, сврстаних у 887 радних бригада и 5.842 бригадира из иностранства, сврстаних је у 56 радних бригада. Изградња је завршена 15. новембра, а наредног дана је свечано отворио председник Владе ФНРЈ Јосип Броз Тито приликом посете Сарајеву.[1]
- Уредбом Владе ФНРЈ основано Државно предузеће за цивилни ваздушни саобраћај „Југословенски аеротранспорт“ (ЈАТ) у чији је састав две године касније укључено и Државно предузеће за оправку ваздухопловног материјала „Аероремонт“. Током наредних година ЈАТ је постао један од познатијих и поузданијих европских авиопревозника и један од препознатљивих брендова СФРЈ.[1]

### 5. април
- Народна скупштина НР Србије усвојила Закон о административно-територијалној подели Народне Републике Србије и Закон о изменама и допунама Закона о избору народних одбора, Обласног одбора Аутономне Косовско-метохијске области и Народне скупштине Аутономне Покрајине Војводине. На истој седници донета је одлука о укидању окружних народних одбора, након чега су основне административне јединице између Владе НР Србије и месних народних одбора постали срезови, односно срески народни одбори.[1]

### 11. април
- Сабор НР Хрватске усвојио Државни буџет Народне Републике Хрватске за 1947. годину и Финансијски закон НР Хрватске за 1947. годину.[2]

### 12. април
- На Цетињу одржан Први конгрес Народног фронта Црне Горе, коме је присуствовало 350 делегата из свих крајева Црне Горе. Конгрес је отворио председник Народног фронта Црне Горе Милош Рашовић, а главни Реферат Данашњи задаци Народног фронта поднео је Блажо Јовановић, председник Владе НР Црне Горе. На Конгресу је усвојен Статут Народног фронта и изабран Главни одбор Народног фронта Црне Горе, за чијег председника је изабран Блажо Јовановић.[2]

### 13. април
- На територији 27 срезова Народне Републике Македоније одржани избори за среске и општинске Народне одборе, на које је изашло 414.392 (95%) гласача, а највећи број је освојила листа Народног фронта Македоније.[2]

### 15. април
- У Београду председник Владе ФНРЈ Јосип Броз Тито примио Ловела Рукса, генералног директора Управе Уједињених нација за помоћ и обнову (УНРА).[3]

### 18. април
- Скупштина НР Босне и Херцеговине усвојила Државни буџет НР Босне и Херцеговине за 1947. годину, Финансијски план за 1947. годину, Завршни рачун НР Босне и Херцеговине за 1946. годину и разне друге законске предлоге.[2]

### 19. април
- У Москви одржан састанак министара иностраних послова великих Савезничких земаља посвећен закључивању мира са Аустријом. Југословенску делегацију на овом састанку предводио је потпредседник Владе ФНРЈ Едвард Кардељ, који се током боравка у Москви састао са Јосифом Стаљином и разговарао о економски односима ФНРЈ и Совјетског Савеза, мешовитим друштвима, спољној политици и питању Трста и Албаније.[2][4]

### 20. април
- У Трсту одржана ванредна скупштина Словеначког просветног савеза на коме је дошло до уједињавања словеначких и хрватских просветних удружења под именом Словеначко-хрватски просветни савез, који је руководио културним и просветним радом Словенаца и Хрвата на територији Слободне Територије Трста (СТТ).[2]
- У Београду обновљен рад Народне библиотеке Србије, која је смештена у зграду бившег хотела „Српска круна“, пошто је стара зграда библиотеке на Косанчићевом венцу страдала у бомбардовању Београда, априла 1941. године. Народна библиотека је 1973. пресељена у нову зграду на Врачару, а у овој згради је остала Библиотека града Београда.[4]

### 22. април
- У Београду одржана седница Владе ФНРЈ на којој је усвојен предлог Закона о петогодишњем плану развитка народне привреде од 1947. до 1951. године, који је Народна скупштина усвојила 28. априла.[3]

### 27. април
- У Прагу, од 27. априла до 3. маја, одржано  европско првенство у кошарци. Кошаркашка репрезентација Југославије у саставу — Небојша Поповић, Ладислав Демшар, Александар Гец, Срђан Калембер, Мирко Марјановић, Зорко Цветковић, Божо Гркинић, Златко Ковачевић, Александар Милојковић, Божидар Мунћан, Отоне Оливиери, Тулио Роклицер, Миодраг Стефановић и тренер Стевица Чоловић освојила је претпоследње тринаесто место. Прва три места на такмичењу освојиле су репрезентације Совјетског Савеза, Чехословачке и Египта. Ово је било прво учешће југословенске кошаркашке репрезентације на неком међународном такмичењу.

### 28. април
- Народна скупштина ФНРЈ донела Закон о Првом петогодишњем плану развитка народне привреде ФНРЈ за период 1947-1951, тзв. „прва петољетка“, чији су основни задаци били — „ликвидирати привредну и техничку заосталост, јачати економске и одбрамбене снаге земље, учвршћивати државни социјалистички сектор привреде и социјалистичке односе и подизати опште благостање народа“. Главно тежиште плана било је на изградњи тешке индустрије, која је требало да послужи као темељ за развој осталих привредних грана и на електрификацији.[2][3][4]

### 29. април
- У Београду одржана премијера филма „Славица“, редитеља Вјекослава Афрића који је био први послератни југословенски филм и уједно први партизански филм.